# Tillandsia 'Oeseriana'
Tillandsia 'Oeseriana' es un  cultivar híbrido del género Tillandsia perteneciente a la familia  Bromeliaceae.
Es un híbrido creado en el año 1954 con las especies Tillandsia flabellata × Tillandsia tricolor.